# Türkiye 1.Lig 1988-1989
L'edizione 1988-1989 della Türkiye 1.Lig vide la vittoria finale del Fenerbahçe Istanbul.
Capocannoniere del torneo fu Aykut Kocaman (Fenerbahçe Istanbul), con 29 reti.

## Avvenimenti
Dopo 18 gare il pullman con a bordo il Samsunspor venne coinvolto in un gravissimo incidente stradale, e il club non fu in grado di mandare in campo una formazione competitiva nelle restanti partite del campionato: gli avversari ottennero la vittoria per 3-0 a tavolino, ma il club non venne retrocesso al termine della stagione.

## Classifica finale
|     | Classifica             | G  | V  | N  | P  | GF  | GS | Dif | Pt |
| --- | ---------------------- | -- | -- | -- | -- | --- | -- | --- | -- |
| 1.  | Fenerbahçe Istanbul    | 36 | 29 | 6  | 1  | 103 | 27 | +76 | 93 |
| 2.  | Beşiktaş Istanbul      | 36 | 25 | 8  | 3  | 81  | 21 | +60 | 83 |
| 3.  | Galatasaray Istanbul   | 36 | 20 | 9  | 7  | 76  | 31 | +45 | 69 |
| 4.  | Sarıyer Spor Kulübü    | 36 | 21 | 5  | 10 | 70  | 43 | +27 | 68 |
| 5.  | Trabzonspor            | 36 | 19 | 7  | 10 | 59  | 38 | +21 | 64 |
| 6.  | MKE Ankaragücü         | 36 | 17 | 9  | 10 | 53  | 41 | +12 | 60 |
| 7.  | Boluspor               | 36 | 15 | 7  | 14 | 48  | 43 | +5  | 52 |
| 8.  | Konyaspor              | 36 | 14 | 4  | 18 | 43  | 59 | -16 | 46 |
| 9.  | Bursaspor              | 36 | 12 | 8  | 16 | 42  | 53 | -9  | 44 |
| 10. | Sakaryaspor            | 36 | 12 | 8  | 16 | 43  | 57 | -14 | 44 |
| 11. | Karşıyaka Spor Kulübü  | 36 | 11 | 10 | 15 | 50  | 54 | -4  | 43 |
| 12. | Malatyaspor            | 36 | 11 | 10 | 15 | 59  | 68 | -9  | 43 |
| 13. | Adanaspor              | 36 | 11 | 9  | 16 | 53  | 56 | -3  | 42 |
| 14. | Adana Demirspor Kulübü | 36 | 12 | 6  | 18 | 51  | 73 | -22 | 42 |
| 15. | Altay Izmir            | 38 | 11 | 8  | 17 | 46  | 58 | -12 | 41 |
| 16. | Eskişehirspor          | 36 | 11 | 8  | 17 | 38  | 57 | -19 | 41 |
| 17. | Rizespor               | 36 | 9  | 8  | 19 | 36  | 65 | -29 | 35 |
| 18. | Kahramanmaraşspor      | 36 | 4  | 11 | 21 | 22  | 71 | -49 | 23 |
| 19. | Samsunspor             | 36 | 4  | 7  | 25 | 12  | 70 | -58 | 19 |

### Verdetti
- Fenerbahçe Campione di Turchia 1988-1989.
- Fenerbahçe ammesso alla Coppa dei Campioni 1989-1990.
- Galatasaray ammesso alla Coppa UEFA 1989-1990.
- Eskişehirspor, Rizespor e Kahramanmaraşspor retrocesse in Türkiye 2.Lig.